# Mirabella Imbaccari
Mirabella Imbaccari – miejscowość i gmina we Włoszech, w regionie Sycylia, w prowincji Katania.
Według danych na rok 2004 gminę zamieszkiwały 6294 osoby, 419,6 os./km².